# Ecnomus puntung
Ecnomus puntung är en nattsländeart som beskrevs av Cartwright 1992. Ecnomus puntung ingår i släktet Ecnomus och familjen trattnattsländor. Inga underarter finns listade i Catalogue of Life.